# Malá Lehota
Malá Lehota (allemand : Kleinhau, hongrois : Kisülés) est un village de Slovaquie situé dans la région de Banská Bystrica.

## Histoire
Première mention écrite du village en 1388.

## Démographie

### Évolution de la population
| Année:               | 1994. | 2004.    | 2014.    | 2024.    |
| -------------------- | ----- | -------- | -------- | -------- |
| Nombre de personnes: | 1166  | 1017     | 885      | 791      |
| Différence:          |       | -12,77 % | -12,97 % | -10,62 % |

| Année:               | 2023. | 2024.   |
| -------------------- | ----- | ------- |
| Nombre de personnes: | 812   | 791     |
| Différence:          |       | -2,58 % |